# Mitford Crowe
Mitford Crowe   (1669 - 15 de desembre de 1719) o Crow, va ser un comerciant, polític, diplomàtic i administrador colonial anglès. Aquest va estar vinculat al negoci de l'aiguardent català de finals del segle xvii. Mitford Crowe era conegut amb el nom de "l'ocell". Tot i així, es desconeix si aquest mot li va ésser posat pel seu cognom Crow que en angles vol dir corb.
Se'l descrivia com a emprenedor, intrigant i molt llest.

## Biografia
Mitford Crowe era fill de Patrick Crowe, d'Ashington (Northumberland) i germà de Christopher Crowe, que es va casar amb Charlotte, filla de Edward Lee, primer comte de Lichfield, vídua de Benedict Calvert, quart baró Baltimore.
Mitford Crowe va ser aprenent d'un comerciant de Barbados i posteriorment es va dedicar al comerç per compte pel seu compte a Barcelona.
Va ser membre del parlament per Southampton entre 1701 i 1702. A principis de 1702 Crowe va ser nominat per al càrrec de governador de Barbados, però se li va instruir pocs dies abans de la mort del rei. En aquesta ocasió Bevil Granville es va convertir en governador.

### XVIII
Al segle xviii Crowe va abandonar Catalunya en ser elegit membre de la Cambra dels Comuns en poder del partit liberal i, en conseqüència, es va traslladar a Anglaterra. Tot i així, l'any 1702 va tornar a Catalunya, la seva segona pàtria, ja que la reina Anna, coneixedora dels seus tractes amb el principat, el va enviar per intentar aconseguir el màxim de suport dels catalans perquè s'alcessin a favor de l'Arxiduc Carles d'Àustria. L'any 1704 Crowe va aconseguir establir un pacte amb els catalans, ja que aquests se sentien amenaçats i desitjaven mantenir les seves llibertats, cosa que seria difícil amb el regnat de Felip V. Així doncs, el 20 de juny de 1705 Crowe va firmar l'anomenat pacte de Gènova amb Antoni de Peguera i Domènec Perera. En aquest pacte, els anglesos prometien desembarcar 10.000 soldats i proporcionar recursos materials als 6000 homes que s'havien d'alçar contra Felip V.
Crowe va viure a Barcelona fins a l'any 1707, quan va ser nomenat governador de Barbados, càrrec que ostentà fins a l'any 1711.

### Els últims anys
Els últims anys de la seva vida, ja retirat de la vida política, Crowe no va deixar perdre la relació amb Catalunya i els catalans. Va seguir col·laborant amb el seu soci Joseph Shallet, en negocis d'exportació d'aiguardent i vins amb la Companyia Nova de Gibraltar de Salvador Feliu de la Penya. A més a més, el 28 de juny de 1713 l'ambaixador català, aleshores Pau Ignasi Dalmases, va reunir-se amb la reina Anna per intentar aconseguir el suport britànic. Aquesta recepció va ser gràcies a la col·laboració de Mitford Crowe.
Crowe va morir el 15 de desembre de 1719.